# Galaxie d'Andromède
M31
Pour les articles homonymes, voir Andromède, nébuleuse d'Andromède et M31.

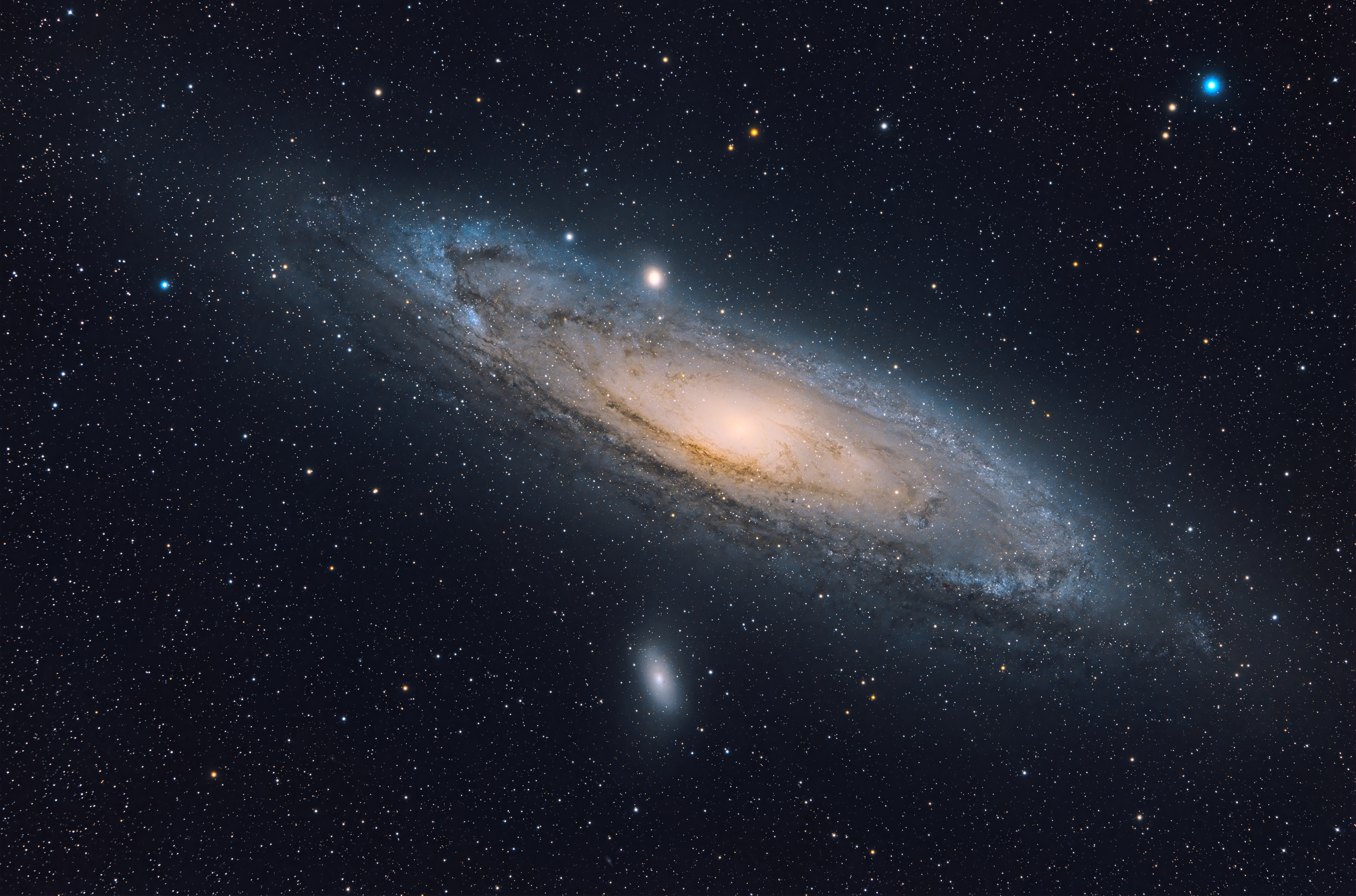
La galaxie d'Andromède (M31) avec deux satellites, M32 (galaxie) et M110.

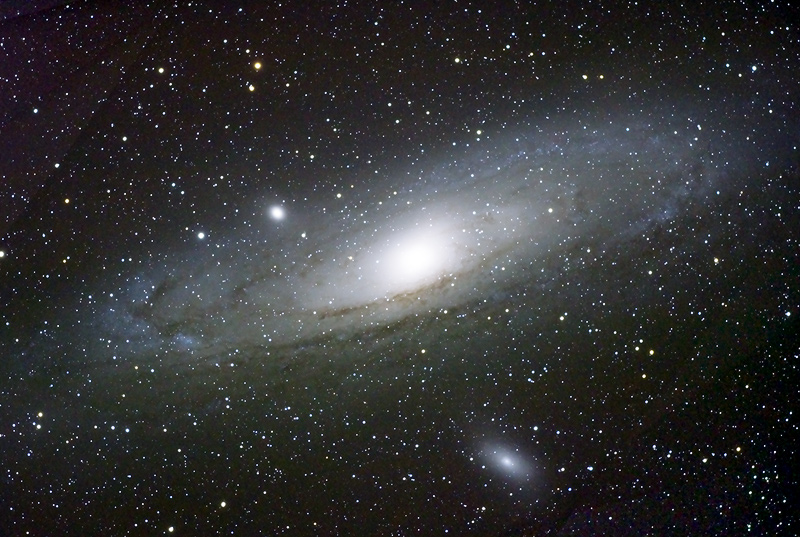
La galaxie d'Andromède et deux galaxies satellites.

La galaxie d'Andromède, également désignée M31 dans le Catalogue de Messier et NGC 224, est une galaxie spirale située à environ 2,55 millions d'années-lumière du Soleil, dans la constellation d'Andromède.

La galaxie d'Andromède (NGC 224) a été utilisée par Gérard de Vaucouleurs comme une galaxie de type morphologique SA(s)b dans son atlas des galaxies,.
Appelée grande nébuleuse d’Andromède jusqu'à ce que sa vraie nature ait été reconnue dans les années 1920, la galaxie d'Andromède est la galaxie spirale la plus proche de la Voie lactée (toutes classes confondues, la galaxie la plus proche est la naine du Grand Chien) et le plus grand membre du Groupe local d'une soixantaine de galaxies individuelles dont toutes deux font partie. D'un diamètre d'environ 220 000 années-lumière, elle contiendrait environ mille milliards d'étoiles, deux à cinq fois plus que notre galaxie.
Avec une magnitude visuelle de 3,4, la galaxie d'Andromède est l’une des rares galaxies observables à l'œil nu depuis la Terre dans l’hémisphère nord. C’est également l'un des objets les plus étendus de la voûte céleste, avec un diamètre apparent de 3,18°, soit plus de six fois le diamètre apparent de la Lune observée depuis la Terre.
La luminosité de la galaxie M31 (NGC 224 dans l'article) dans l'infrarouge lointain (de 40 à 400 µm) est égale à 2,14 × 109 {\displaystyle L_{\odot }} (109,33{\displaystyle L_{\odot }}) et sa luminosité totale dans l'infrarouge (de 8 à 1 000 µm) est de 2,45 × 109 {\displaystyle L_{\odot }} (109,39{\displaystyle L_{\odot }}).

## Observation

Localisation de la galaxie dans la constellation d'Andromède.

La première mention écrite connue de la galaxie d'Andromède remonte à 964, année durant laquelle elle est décrite par Abd al-Rahman al-Soufi dans son Livre des étoiles fixes.
La première observation de la galaxie à l’aide d’un télescope est réalisée par Simon Marius en 1612 (souvent décrit comme le découvreur de la galaxie). Elle est photographiée pour la première fois en 1887 par l'astronome Isaac Roberts, dans son observatoire de Crowborough dans le Sussex.

### Nature galactique
Dans les années 1920, des étoiles variables céphéides sont identifiées par Edwin Hubble sur les photos astronomiques de la nébuleuse. Grâce à la relation période-luminosité établie en 1912 par Henrietta Leavitt, ce dernier établit la distance des étoiles et confirme la nature extragalactique de l'objet. Il permet également de réinterpréter un événement de 1885 qui avait été considéré comme étant une nova. Du fait de la distance de la galaxie, cet évènement, de magnitude apparente relativement faible, était en réalité extrêmement lumineux à l’échelle d’une galaxie. Cette supernova a été découverte le 20 août 1885 par Ernst Hartwig. Il s’agissait en fait d’une supernova (une explosion d’étoile), par la suite nommée SN 1885A. Il s’agit de la première supernova vue depuis l’invention du télescope, et de la seule connue dans la galaxie d’Andromède.
En 1943, alors que Los Angeles était sous couvre-feu, Walter Baade utilise le télescope Hooker du Mont Wilson et, pour la première fois, résout des étoiles dans la région centrale de la galaxie. 
En 1953, l’étude de M31 par Edwin Hubble et Allan Sandage met en évidence une nouvelle classe d’étoiles variables, les variables lumineuses bleues (ou LBV).

## Caractéristiques

### Formation
Selon les résultats de simulations numériques menées par une équipe franco-chinoise qui a utilisé les moyens du calcul haute performance du GENCI, la galaxie d'Andromède se serait formée il y a moins de trois milliards d'années seulement, à une époque où la Terre existait déjà, et serait le résultat de la collision de deux galaxies.

### Distance

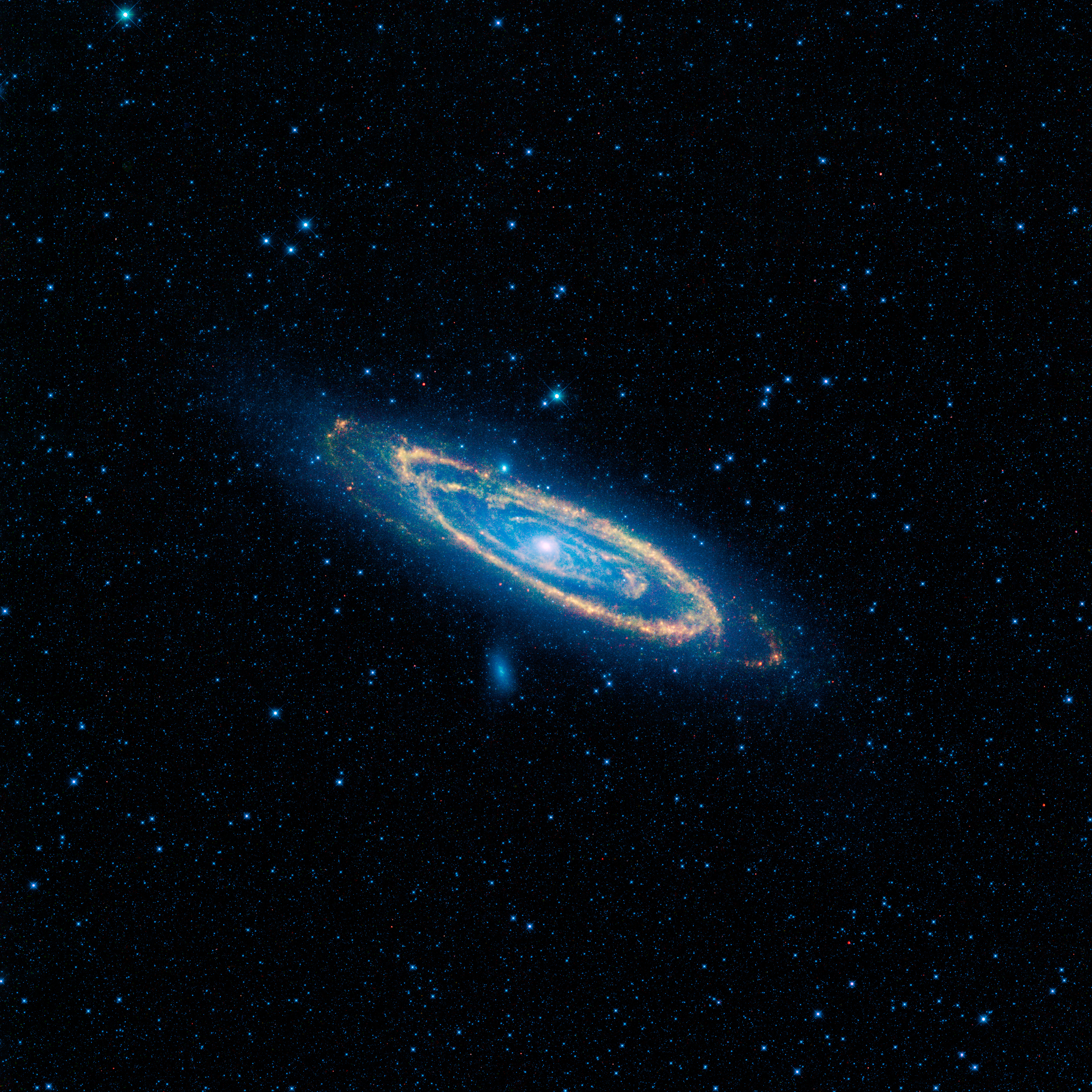
La galaxie d'Andromède vue dans l'infrarouge par le télescope spatial WISE.

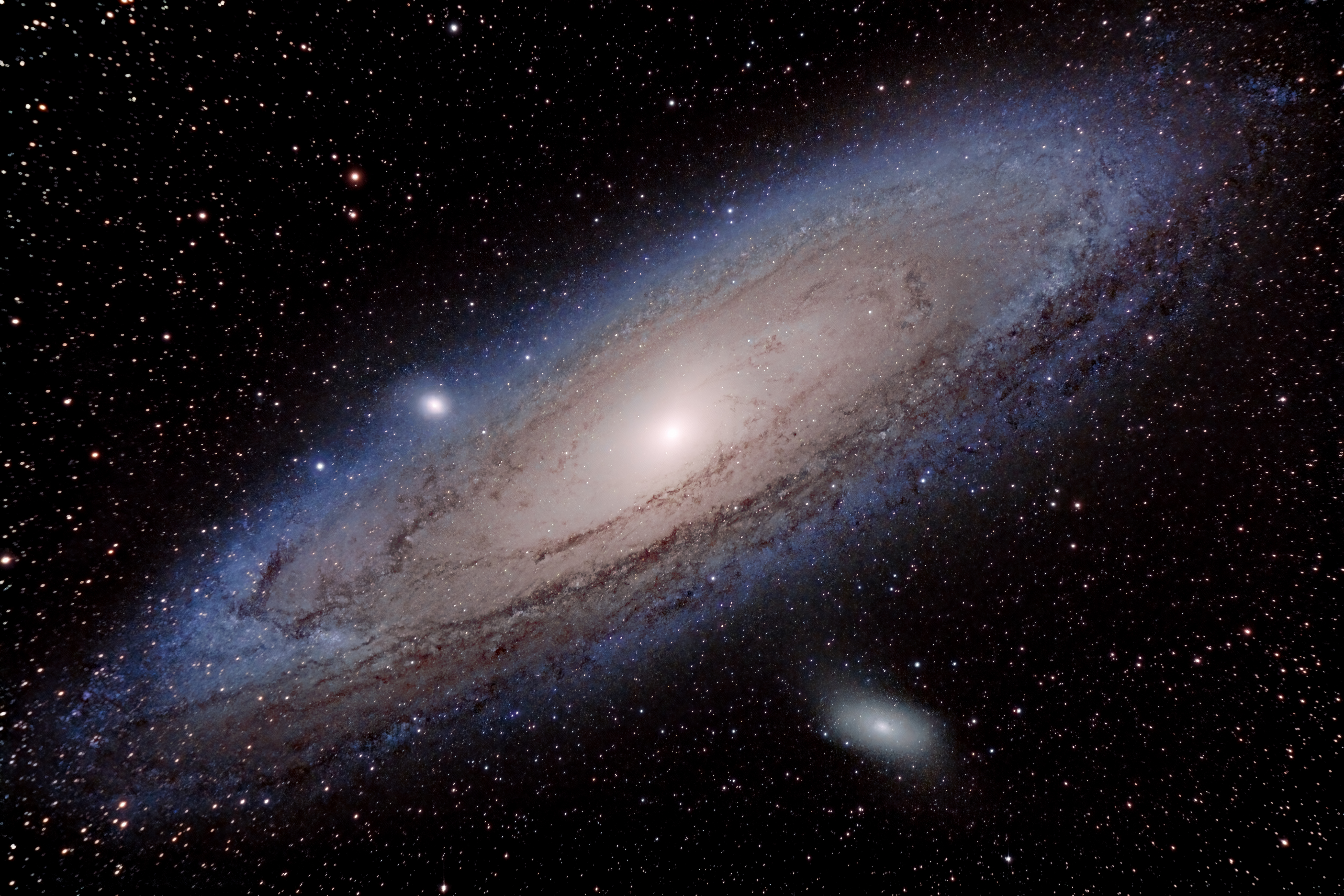
La galaxie d'Andromède photographiée depuis l'observatoire du parc Killarney (Ontario, Canada)

Plusieurs méthodes indépendantes d'évaluation des distances extragalactiques ont été utilisées pour mesurer l'éloignement de la galaxie d'Andromède, donnant des résultats assez convergents.
Ainsi, la mesure de la périodicité de céphéides dans cette galaxie a permis en 2004 d'en déterminer la magnitude absolue et donc d'en déduire la distance par comparaison avec leur magnitude visuelle, à 770 ± 0,06 kpc (∼2,51 millions d'al).
À la même époque, la découverte d'une binaire à éclipses dont on a pu déterminer avec précision la taille et la température des composantes — et donc leur magnitude absolue — a permis de façon analogue, en comparant leur magnitude absolue à leur magnitude visuelle, de déterminer la distance de la galaxie à 2,52 ± 0,14 millions d'a.l. (∼ 773 kpc), mesure en accord remarquable avec la précédente par une méthode indépendante.
La luminosité infrarouge des étoiles de population II au sommet de la branche des géantes rouges constitue un autre indicateur de distance utilisé pour évaluer l'éloignement des galaxies ; appliquée à la galaxie d'Andromède, cette mesure a donné en 2005 une valeur de 2,56 ± 0,08 millions d'a.l. (∼ 785 kpc).
Combinées avec une mesure antérieure par la méthode de la fluctuation de la brillance de surface dans l'infrarouge, qui avaient donné en 2003 une distance de 2,57 ± 0,06 millions d'a.l. (∼ 788 kpc), toutes ces valeurs donnent une estimation moyenne de la distance de la galaxie d'Andromède voisine de 2,54 ± 0,06 millions d'a.l. (∼ 779 kpc).

### Masse et luminosité

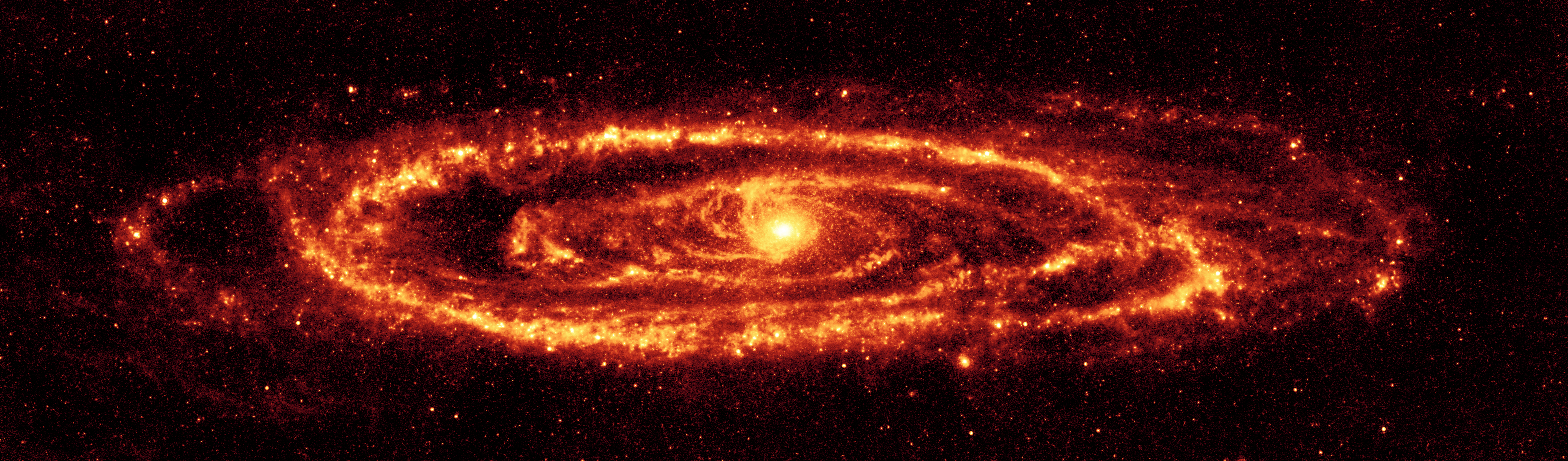
La galaxie d'Andromède vue à 24 µm par le télescope spatial Spitzer.

La masse totale de la galaxie d'Andromède — matière baryonique + matière noire — a été estimée valoir probablement autour de 1 230 milliards de masses solaires, avec toutefois des valeurs minimale et maximale possibles de 630 milliards et 4 100 milliards, respectivement. La valeur de 1 230 milliards de masses solaires correspond à moins des deux tiers de celle de la Voie lactée, estimée par cette même étude autour de 1 900 milliards de masses solaires (au minimum 200 milliards mais pas davantage que 5 500 milliards). Les incertitudes attachées à ces deux estimations sont cependant trop larges pour pouvoir conclure de manière définitive. Cependant, on peut dès à présent retenir que la masse de ces deux galaxies est du même ordre de grandeur et que la densité d'étoiles au sein de la galaxie d'Andromède, est supérieure à celle observée au sein de notre galaxie.
La luminosité de la galaxie M31 (NGC 224 dans l'article) dans l'infrarouge lointain (de 40 à 400 µm) est égale à 2,14 × 109 {\displaystyle L_{\odot }} (109,33{\displaystyle L_{\odot }}) et sa luminosité totale dans l'infrarouge (de 8 à 1 000 µm) est de 2,45 × 109 {\displaystyle L_{\odot }} (109,39{\displaystyle L_{\odot }}).
La galaxie d'Andromède contient donc davantage d'étoiles que la Voie lactée, et sa luminosité totale a pu être évaluée à environ 26 milliards de fois la luminosité solaire, soit de l'ordre de 25 % de plus que la luminosité totale de notre propre galaxie. Cependant, la Voie lactée connaît un taux de formation stellaire de trois à cinq fois plus élevé que celui de la galaxie d'Andromède, avec un taux de supernovas double, de sorte que la galaxie d'Andromède semble avoir atteint un état de repos relatif après avoir connu une phase de formation stellaire soutenue, tandis que notre galaxie semble au contraire nettement plus active en ce domaine ; si cela devait se poursuivre, la luminosité totale de la Voie lactée finirait par surpasser celle de la galaxie d'Andromède.
Une étude publiée le 3 février 2025 dans Astronomy & Astrophysics revoit la masse de la galaxie fortement à la baisse.  Andromède pèserait 450 milliards de masses solaires, soit deux à quatre fois moins que les estimations précédentes.

### Rotation
Des études spectroscopiques détaillées ont permis de tracer la courbe de rotation de la galaxie d'Andromède. En partant du centre galactique, la vitesse des étoiles croît jusqu'à un maximum local de 225 km/s à 1 300 années-lumière (400 pc) puis passe par un minimum local de 50 km/s à 7 000 années-lumière (2 kpc) avant de repasser par un maximum de 250 km/s à 33 000 années-lumière (10 kpc) et de redescendre progressivement pour atteindre 200 km/s à 80 000 années-lumière (24,5 kpc).
Cette courbe implique que la masse totale de la galaxie d'Andromède croît linéairement jusqu'à 45 000 années-lumière (13,8 kpc) du centre, puis plus lentement au-delà ; le noyau aurait une masse de 6 milliards de masses solaires.

## Structure

### Bulbe

Noyau double de la galaxie d'Andromède vu par le télescope spatial Hubble.

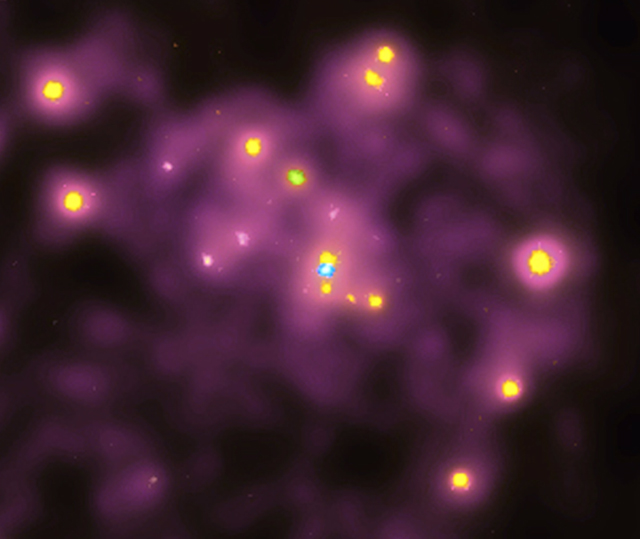
Cœur de la galaxie d'Andromède vu dans le domaine des rayons X par le télescope spatial Chandra. Le trou noir supermassif apparaît comme un point bleu au centre de l'image.

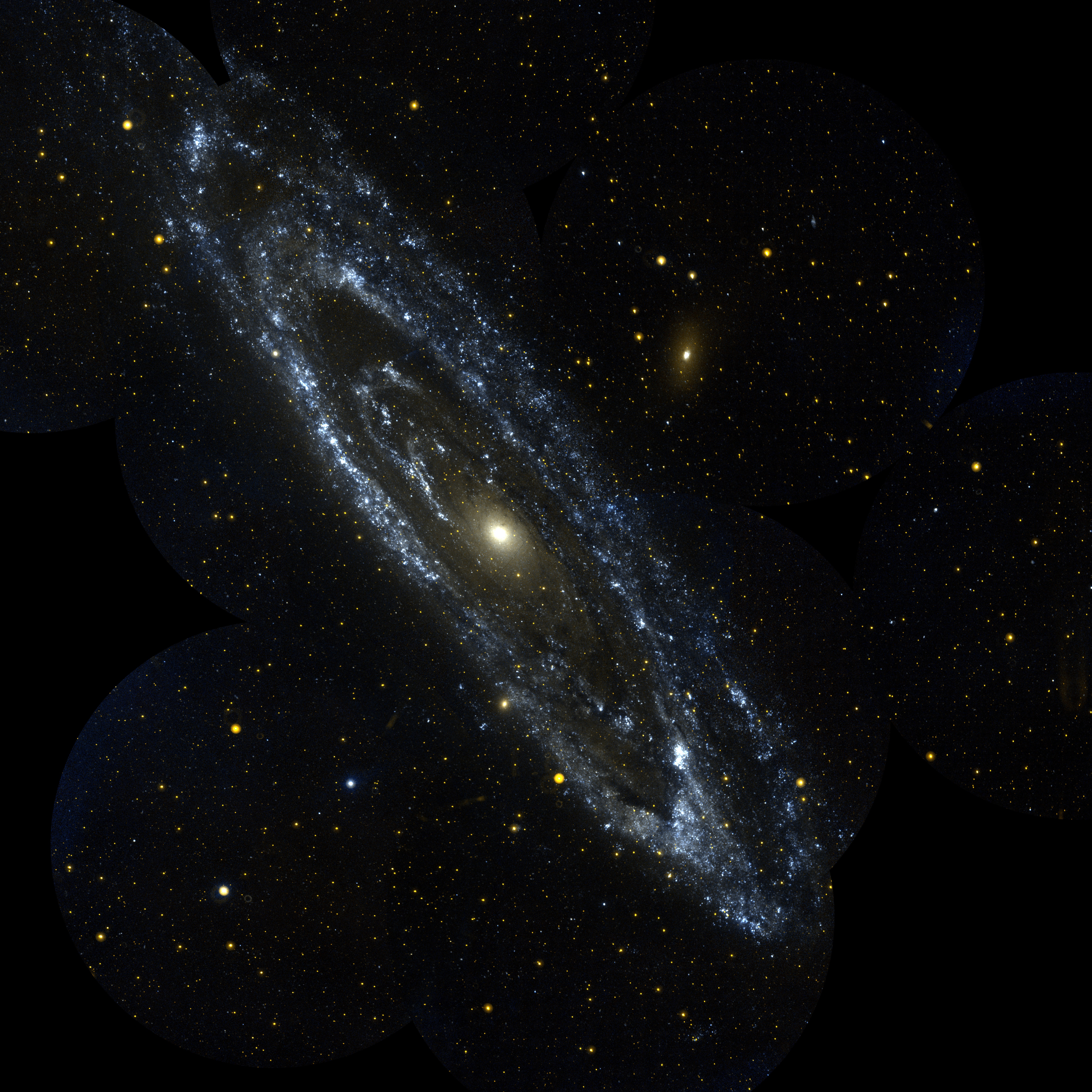
La galaxie d'Andromède vue dans l'ultraviolet par le télescope spatial GALEX.

La galaxie d'Andromède abrite un amas stellaire particulièrement compact en son centre, avec une double structure mise en évidence par le télescope spatial Hubble dès 1993. La concentration la plus brillante, désignée par P1, est distincte du centre de la galaxie, qui est en fait matérialisé par la moins brillante des deux concentrations, appelée P2 ; ces deux composantes sont séparées par une distance d'environ 4,9 années-lumière (1,5 pc).

#### P1
La nature de la concentration P1 n'est pas entièrement comprise. Les premières interprétations en faisaient le noyau résiduel d'une ancienne galaxie cannibalisée, mais les calculs ont rapidement montré qu'une telle structure ne saurait demeurer cohérente très longtemps au voisinage d'un trou noir supermassif de cette taille, lequel l'aurait dispersée sous l'effet des forces de marée. Il avait alors été proposé qu'un second trou noir supermassif, cette fois au centre de P1, aurait pu stabiliser cette structure à long terme, mais la distribution des étoiles dans P1 ne plaide pas en la faveur de l'existence d'un tel trou noir en son centre. P1 pourrait davantage correspondre à une accumulation d'étoiles à l'apoapside de leur orbite autour du trou noir supermassif de la galaxie.

#### P2
P2 renferme un trou noir supermassif dont la masse a été estimée de 30 à 50 millions de masses solaires en 1993 puis réévaluée de 110 à 230 millions de masses solaires en 2005 (environ 40 fois la masse estimée de celui au centre de la Voie lactée, Sagittaire A*). La dispersion des vitesses mesurée autour de cet objet est voisine de 160 km/s, ce qui a permis d'affiner l'estimation de la masse de ce trou noir supermassif à l'aide de la relation M-sigma.

##### M31*, le noyau actif / trou noir supermassif

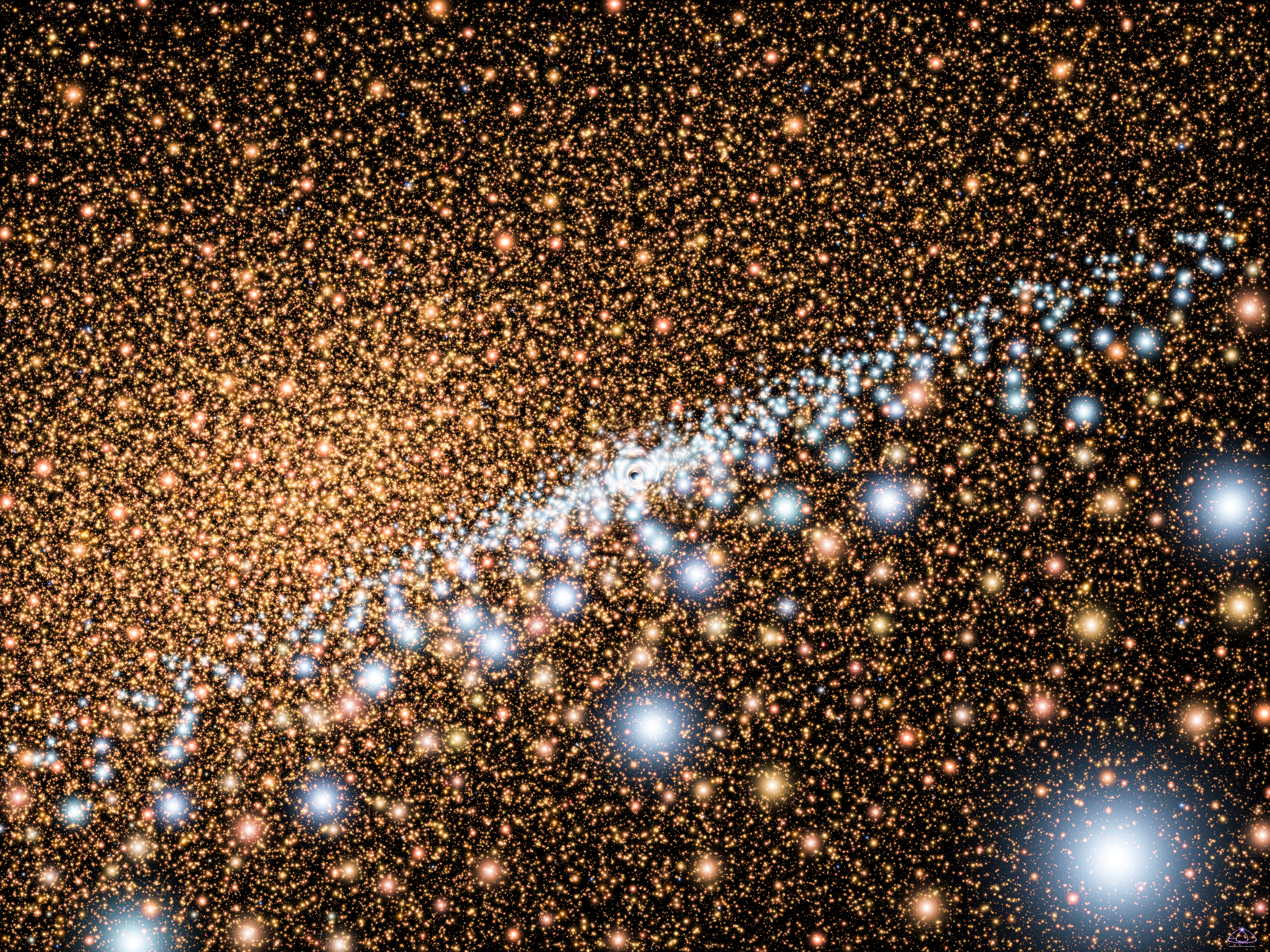
Cette vue d'artiste montre une vue à travers un mystérieux disque de jeunes étoiles bleues entourant un trou noir supermassif au cœur de la galaxie voisine d'Andromède (M31). La région autour du trou noir est à peine visible au centre du disque. Les étoiles de fond sont la population typique d'étoiles plus anciennes et plus rouges qui habitent les noyaux de la plupart des galaxies. Les observations spectroscopiques effectuées par le télescope spatial Hubble révèlent que la lumière bleue est constituée de plus de 400 étoiles qui se sont formées dans une explosion d'activité il y a environ 200 millions d'années. Les étoiles sont étroitement serrées dans un disque qui ne mesure qu’une année-lumière. Sous l'emprise gravitationnelle du trou noir, les étoiles voyagent très vite : 3,6 millions de kilomètres par heure, soit 1000 kilomètres par seconde.

Le noyau actif / trou noir supermassif au centre de la galaxie porte la désignation M31*,,,,.
Selon une étude réalisée auprès de 76 galaxies par Alister Graham, le bulbe central de M31 renfermerait un trou noir supermassif dont la masse est estimée à 1,4+0,9
−0,3 x 108 {\displaystyle M_{\odot }}.

### Disque

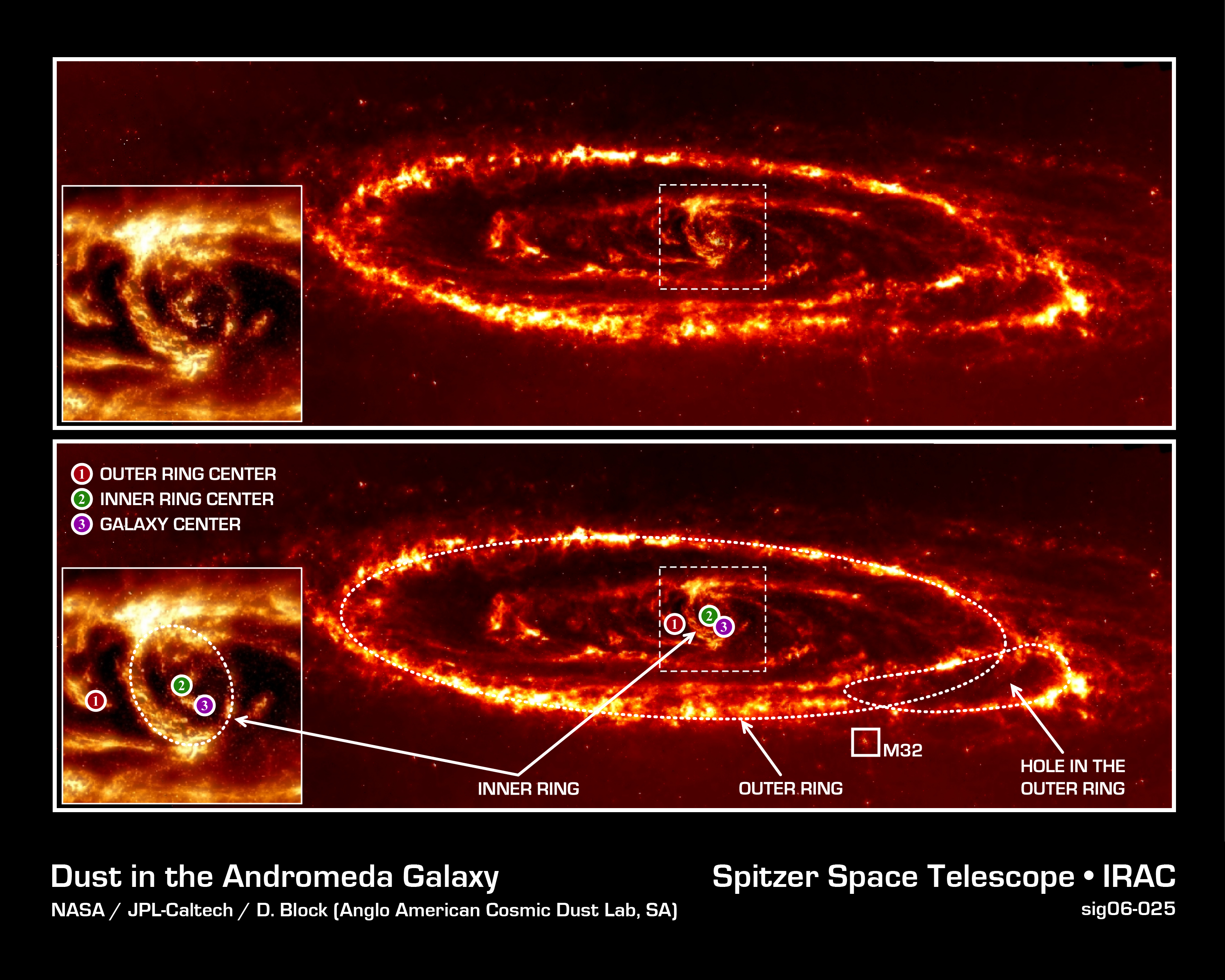
Séquelles de la traversée de la galaxie d'Andromède par la galaxie M32 vues par le télescope spatial Spitzer.

Dans le domaine de la lumière visible, la galaxie d'Andromède présente une structure spirale sans barre apparente ni anneau, notée SA(s)b dans le système de Vaucouleurs. Les données du projet 2MASS, qui a cartographié le ciel dans l'infrarouge à une longueur d'onde de 2 μm, suggèrent cependant que le bulbe de cette galaxie serait en forme de boîte, ce qui en ferait une galaxie spirale barrée comme la Voie lactée, la barre étant vue pratiquement dans le sens de la plus grande longueur.
Des données acquises en 1998 dans l'infrarouge par le télescope spatial ISO de l'Agence spatiale européenne ont mis par ailleurs en évidence la présence d'anneaux concentriques, dont un, à environ 33 000 années-lumière (10 kpc) du centre galactique, concentre la majeure partie de la poussière et une grande partie du gaz de toute la galaxie. Ces anneaux ne sont visibles qu'en infrarouge car ils sont constitués de poussières froides — à une température inférieure à 15 K — qui ne rayonnent pas aux longueurs d'onde visibles. L'existence de cet anneau pourrait indiquer que l'ensemble de la galaxie évolue vers une forme de galaxie à anneau.
Le centre de cet anneau est décalé par rapport au centre de la galaxie, et un anneau plus intérieur, également décalé de l'ordre de 1 600 années-lumière (500 pc) et s'étendant sur environ 4 900 × 3 250 années-lumière (1,5 × 1,0 kpc), semble être directement lié à la collision, il y a environ 210 millions d'années, de la petite galaxie elliptique M32 avec la galaxie d'Andromède, cette dernière ayant été percutée le long de son axe polaire, dépouillant M32 de plus de la moitié de sa masse.
Par ailleurs, le disque galactique n'est pas plan mais au contraire assez tordu quand on l'observe en détail, par exemple à 21 cm, l'origine de cette torsion semblant provenir des petites galaxies satellites, notamment de la galaxie du Triangle. Elle est particulièrement bien visible dans la mesure où le disque galactique est vu sous une inclinaison d'environ 77° (une galaxie vue par la tranche le serait sous un angle de 90°).
Les bras spiraux de la galaxie d'Andromède sont jalonnés de régions H II, qui apparaissent en rouge sur les clichés en couleur et suivent l'enroulement de ces bras. Ces derniers paraissent enroulés très étroitement, bien qu'en fait ils soient plus espacés que ceux de notre galaxie. Deux grands bras spiraux sont nettement visibles, séparés l'un de l'autre par un minimum de 13 000 années-lumière (4 kpc). Cette structure spirale pourrait être en rapport avec l'interaction gravitationnelle entre la galaxie d'Andromède et la galaxie M32, soulignée par la dynamique des nuages moléculaires de cette galaxie.

### Halo

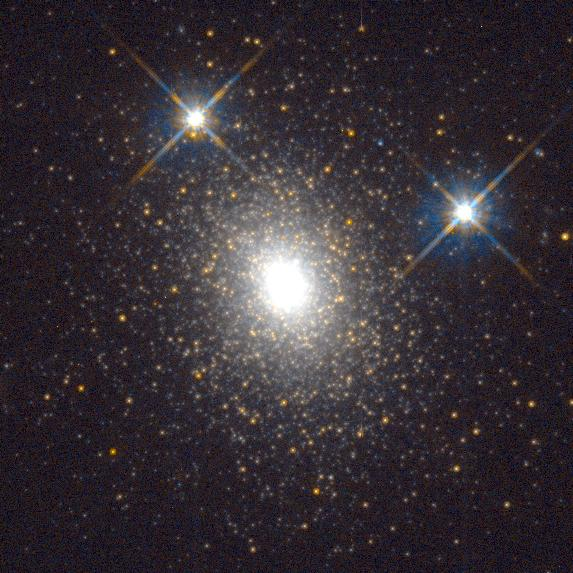
Amas globulaire Mayall II vu par le Télescope spatial Hubble.

Il y aurait environ 460 amas globulaires associés à la galaxie d'Andromède. Le plus massif d'entre eux, appelé Mayall II, ou « G1 » pour Globular One en anglais, est l'amas globulaire le plus brillant du Groupe local. Il renferme plusieurs millions d'étoiles et est près de deux fois plus brillant qu'Omega Centauri, l'amas globulaire plus brillant associé à notre galaxie. Plusieurs générations d'étoiles, de métallicité variable, s'y côtoient, et G1 semble trop massif pour un amas globulaire ordinaire, ce qui a fait penser qu'il serait en fait le noyau d'une galaxie naine dont les parties extérieures auraient été assimilées il y a longtemps par la galaxie d'Andromède elle-même.
La galaxie d'Andromède renferme également une association stellaire bien connue, NGC 206, mais également des associations bien plus vastes, de la masse d'un amas globulaire mais bien plus étendues et donc bien moins denses, qu'on ne connaît pas dans la Voie lactée.
L'analyse spectroscopique des étoiles du halo de la galaxie d'Andromède montre que ce dernier est semblable à celui de notre galaxie, avec une métallicité plus faible que dans le disque galactique et décroissante avec la distance au bulbe galactique. Ceci indiquerait que ces deux galaxies auraient connu une évolution comparable, absorbant jusqu'à peut-être deux cents galaxies naines avant d'acquérir la taille qu'elles ont aujourd'hui.
Les étoiles les plus éloignées des halos de la Voie lactée et de la galaxie d'Andromède se trouvent peut-être jusqu'au tiers de la distance séparant ces deux galaxies.

## Groupe local

### Galaxies satellites
Une vingtaine de galaxies naines orbitent autour de la galaxie d'Andromède. La plus massive est la galaxie du Triangle, une galaxie spirale bien dessinée aisément reconnaissable, mais M110 est également très connue, étant toujours bien visible sur les clichés d'ensemble de la galaxie d'Andromède comme une petite galaxie elliptique orientée obliquement par rapport à sa grande voisine. M32, une galaxie elliptique naine dite « compacte », est plus discrète mais également toujours visible comme un petit disque aux contours légèrement flous en bordure du disque de la galaxie d'Andromède ; M32 est très vraisemblablement à l'origine de certaines perturbations morphologiques au sein du disque de la galaxie d'Andromède à la suite de la traversée quasiment orthogonale de celui-ci il y a quelque 210 millions d'années. Les autres satellites sont de petites galaxies elliptiques naines ou des galaxies naines sphéroïdales.
Une étude publiée au printemps 2006 a indiqué que la plupart des galaxies naines sphéroïdales (y compris de transition vers les galaxies irrégulières) — Galaxie naine irrégulière de Pégase, Andromeda I, Andromeda III, LGS 3, Andromeda V, Andromeda VI, Andromeda VII et Andromeda IX — et des galaxies elliptiques — M32 et NGC 147 — se trouvent à moins de 16 kpc d'un plan passant par le centre de la galaxie d'Andromède. Si Andromeda II, NGC 185 et M110 s'écartent significativement de ce plan, la galaxie du Triangle, qui est pourtant une galaxie spirale, en est proche. La raison de cette distribution coplanaire demeure pour l'heure l'objet de spéculations, le fait que ce plan comprenne également le groupe de galaxies voisin appelé groupe de M81 pouvant indiquer la présence d'une concentration de matière noire distribuée dans un plan à grande échelle dans l'Univers proche.
Le tableau ci-dessous résume les formations identifiées comme satellites de la galaxie d'Andromède et leurs principaux paramètres selon Koch et Grebel ; les coordonnées cartésiennes (XM31, YM31, ZM31) centrées sur la galaxie d'Andromède sont déduites des coordonnées polaires (α, δ, D☉) usuelles centrées sur le Soleil :
| Nom                                           | Typologie | α (J2000.0) | δ (J2000.0)  | Distance au Soleil (kpc) | XM31 (kpc) | YM31 (kpc) | ZM31 (kpc) | Année de découverte |
| --------------------------------------------- | --------- | ----------- | ------------ | ------------------------ | ---------- | ---------- | ---------- | ------------------- |
| Galaxie du Triangle (M33)                     | SA(s)cd   | 01h 33m 51s | +30° 39′ 37″ | 847 ± 60                 | 87,4       | 49,8       | 196,7      | 1654 ?              |
| M32                                           | cE2       | 00h 42m 42s | +40° 51′ 55″ | 770 ± 40                 | 4,7        | 4,0        | 0,1        | 1749                |
| M110 (NGC 205)                                | dE6       | 00h 40m 22s | +41° 41′ 07″ | 830 ± 35                 | 3,8        | -55,3      | 16,0       | 1773                |
| NGC 185                                       | dE5       | 00h 38m 58s | +48° 20′ 12″ | 620 ± 25                 | -89,3      | 121,6      | -89,4      | 1787                |
| NGC 147                                       | dE5       | 00h 33m 12s | +48° 30′ 29″ | 755 ± 35                 | -85,5      | -8,7       | -52,4      | 1829                |
| IC 10                                         | dIrr      | 00h 20m 17s | +59° 18′ 14″ | 660 ± 65                 | -200,0     | 70,7       | -140,7     | 1887                |
| IC 1613                                       | dIrr      | 01h 04m 47s | +02° 07′ 02″ | 715 ± 35                 | 369,2      | 334,5      | 84,8       | 1906                |
| Galaxie naine irrégulière de Pégase (PegDIG)  | dIrr/dSph | 23h 28m 36s | +14° 44′ 35″ | 760 ± 100                | 355,5      | 106,5      | -174,5     | ~ 1955              |
| Andromeda I                                   | dSph      | 00h 45m 40s | +38° 02′ 28″ | 790 ± 30                 | 41,0       | -0,5       | 24,7       | 1970                |
| Andromeda II                                  | dSph      | 01h 16m 30s | +33° 25′ 09″ | 680 ± 25                 | 42,2       | 144,9      | 53,5       | 1970                |
| Andromeda III                                 | dSph      | 00h 35m 34s | +36° 29′ 52″ | 760 ± 70                 | 63,2       | 23,2       | -7,2       | 1970                |
| LGS 3                                         | dIrr/dSph | 01h 03m 53s | +21° 53′ 05″ | 620 ± 20                 | 149,1      | 240,6      | 21,4       | 1976                |
| Andromeda V                                   | dSph      | 01h 10m 17s | +47° 37′ 41″ | 810 ± 45                 | -104,2     | -26,3      | 45,8       | 1998                |
| Andromeda VI (Naine sphéroïdale de Pégase)    | dSph      | 23h 51m 46s | +24° 34′ 57″ | 775 ± 35                 | 243,1      | 37,6       | -100,5     | 1998                |
| Andromeda VII (Naine de Cassiopée)            | dSph      | 23h 26m 31s | +50° 41′ 31″ | 760 ± 70                 | -86,3      | -50,5      | -191,5     | 1998                |
| Andromeda IX                                  | dSph      | 00h 52m 53s | +43° 12′ 00″ | 790 ± 70                 | -31,6      | -12,4      | 22,0       | 2004                |
| Andromeda XI                                  |           |             |              |                          |            |            |            | 2006                |
| Andromeda XII                                 |           |             |              |                          |            |            |            | 2006                |
| Andromeda XIII                                |           |             |              |                          |            |            |            | 2006                |
| Courant de marée nord-ouest (courants E et F) |           |             |              |                          |            |            |            | 2009                |
| Courant de marée sud-est                      |           |             |              |                          |            |            |            | 2009                |
| Andromeda XXVIII                              |           |             |              |                          |            |            |            | 2011                |
| Andromeda XXIX                                |           |             |              |                          |            |            |            | 2011                |

### Collision avec la Voie lactée
La vitesse radiale de la galaxie d'Andromède par rapport à la Voie lactée peut être mesurée en examinant le décalage vers le bleu des lignes spectrales des étoiles de la galaxie. Ainsi, il est établi que les deux objets cosmiques se rapprochent l'un de l'autre à la vitesse approximative de 430 000 km/h, soit environ 120 km/s.
Les mesures effectuées en 2002 et 2010 grâce au télescope spatial Hubble par l'équipe de Roeland P. van der Marel, astrophysicien de l'Institut scientifique du télescope spatial de Baltimore (États-Unis), ont révélé, que dans le plan du ciel, Andromède se déplace à une vitesse de 17 km/s.
Il s'ensuit que les deux galaxies vont se rencontrer d'ici environ quatre milliards d'années.
Quand ces deux spirales seront suffisamment proches, elles commenceront par se tourner autour. Elles vont ensuite s'échanger leurs gaz, leurs étoiles, et lentement se mêler pour ne plus former qu'une seule et même énorme galaxie dans sept milliards d'années. 
La densité de matière baryonique au sein d'une galaxie étant particulièrement faible, les interactions directes (collisions éventuelles) entre étoiles de galaxies en collision sont très improbables malgré l'énorme collision apparente.
Il résultera de cette union une grosse galaxie elliptique (laquelle évoluera peut-être plus tard en galaxie spirale) surnommée en anglais Milkomeda ou Milkdromeda (contraction de Milky Way « Voie lactée » et Andromeda « Andromède ») et en français « Lactomède » (ou « Milkomède » par anglicisme).
Le Système solaire quant à lui devrait être relégué à une place bien plus lointaine du centre de cette nouvelle galaxie spirale qu'il ne l'est actuellement de celui de la Voie lactée.

#### Bases de données et dictionnaires
- Ressources relatives à l'astronomie :   - Catalogue of Principal Galaxies
  - New General Catalogue
  - Simbad
  - Uppsala General Catalogue
- Ressource relative à la bande dessinée :   - Comic Vine
- Notices dans des dictionnaires ou encyclopédies généralistes :   - Britannica
  - Den Store Danske Encyklopædi
  - Encyclopédie de l'Ukraine moderne
  - Gran Enciclopèdia Catalana
  - Hrvatska Enciklopedija
  - Internetowa encyklopedia PWN
  - Nationalencyklopedin
  - Store norske leksikon
  - Universalis
- Notices d'autorité :   - VIAF
  - LCCN
  - GND
  - Japon
  - Israël